# Брусенки
Брусенки (укр. Брусенки) — село в Брусницкой сельской общине Вижницкого района Черновицкой области Украины.
До 2020 года входило в Кицманский район
Население по переписи 2001 года составляло 1110 человек. Почтовый индекс — 59358. Телефонный код — 3736. Код КОАТУУ — 7322586002.